# Humphrys, Tennant and Dykes
Humphrys, Tennant and Dykes (plus tard nommé Humphrys, Tennant and Co.) était une société d'ingénierie britannique basée à Deptford, un quartier de Londres en Angleterre.

## Histoire
La société a été fondée en 1852 par Edward Humphrys, anciennement ingénieur en chef de l'arsenal de Woolwich, où Dykes était également employé dans l'usine de vapeur. En 1882, le nom a été changé en Humphrys, Tennant and Co. of Deptford Pier, London. Elle s'est spécialisée dans la construction de grands moteurs à vapeur et de chaudières pour la marine, notamment pour les croiseurs rapides et les cuirassés de la marine. Les 50 années de production ont commencé au début des hélices (par opposition aux roues à aubes) et ont traversé de grands changements dans la pression disponible des chaudières et la puissance résultante des moteurs, ainsi que dans la construction et la forme des navires. Leurs principaux concurrents étaient Maudslay, Sons and Field et John Penn and Sons. L'usine de Deptford Pier a été fermée en 1907.

### Premières installations
L'un des premiers exemples de moteur à vapeur Humphrys, Tennant and Dykes est la conversion du navire russe de ligne Konstantin à la vapeur entre 1852 et 1854. Le moteur, d'une puissance nominale de 450 chevaux-vapeur, entraînait une hélice à vis unique. Ce premier moteur devait être performant, car lorsque le Konstantin a été retiré du service en 1864, le moteur a été remis à neuf et installé dans le navire cuirassé russe Ne Tron Menia, et c'est grâce aux essais en mer de ce navire en 1865 que nous savons que le moteur produisait 1 200 chevaux-vapeur indiqués (CVI). Équipé de nouvelles chaudières en 1877, les essais en mer ont montré que la puissance était passée à 1700 chevaux-vapeur.
La disposition et le type du moteur Konstantin étaient probablement similaires à la paire de moteurs à action directe présentés à l'exposition internationale de 1862, réputés être destinés au HMS North Star. Il s'agissait de moteurs horizontaux non composés à deux cylindres de 64 pouces et de seulement 32 pouces de course, permettant des bielles relativement courtes. Le vilebrequin, de 13,5 pouces de diamètre, était supporté par 3 paliers principaux, chacun de 25 pouces de long, sur une seule plaque d'assise en fonte. Des pompes à air de condensation étaient prévues du côté opposé aux cylindres. Bien que sa puissance nominale soit de 400 chevaux, avec une vapeur de 24 psi (reflétant les très faibles pressions des chaudières marines typiques de l'époque), le moteur affichait 1 834 chevaux-vapeur.
Une autre installation précoce se trouvait sur le HMS Beagle (et peut-être les 5 autres navires de guerre de la classe Arrow). Le Beagle avait une hélice à une vis entraînée par un moteur à expansion horizontal à deux cylindres d'une puissance de 160 ch.

### Moteurs à expansion Woolf exposés en 1862
Lors de l'exposition internationale de 1862, Humphrys, Tennant et Dykes ont montré les détails des moteurs à expansion à 4 cylindres pour le navire Mooltan de la Peninsular & Oriental Steam Navigation Company. Les cylindres étaient enveloppés de vapeur et disposés par paires en utilisant le système composé Woolf, le plus petit cylindre (43 pouces de diamètre) étant au-dessus du plus grand (96 pouces de diamètre). Les 4 cylindres entraînaient une hélice à vis unique de 16 pieds de diamètre. Le même type de moteur était également monté sur le navire de la Peninsular & Oriental Steam Navigation SS Carnatic, sur lequel il avait enregistré 2 442 chevaux-vapeur indiqués. Même si ces moteurs ne fonctionnaient qu'avec une pression de vapeur de 20-25 psi, le système composé était censé apporter des avantages significatifs en termes d'économie.

### Moteurs à vapeur composés horizontaux à deux cylindres
Ce type de moteur a été fourni aux sloops de la classe Fantôme de la marine (à l'exception du HMS Daring) entre 1873 et 1874. Un seul moteur entraînait une hélice à vis de 11 pieds et fournissait environ 1 000 chevaux-vapeur indiqués avec une pression de vapeur de 60 psi.

### Moteurs à trois cylindres à simple expansion
À la fin des années 1870, un cylindre supplémentaire a été ajouté pour les corvettes de la classe Cornus HMS Curacoa, HMS Cleopatra et HMS Conquest, dans lesquelles un cylindre haute pression de 46 pouces était flanqué de deux cylindres basse pression de 64 pouces. Ces moteurs produisaient environ 2 500 chevaux-vapeur indiqués.

### Moteurs à vapeur verticaux à triple expansion
Des moteurs à triple expansion fonctionnant jusqu'à 60 psi ont été montés sur le HMS Dreadnought, les cylindres haute pression avaient un diamètre de 60 pouces et les cylindres basse pression de 90 pouces.
Des moteurs à triple expansion furent également montés sur le cuirassé HMS Victoria, avec des cylindres de 43, 62 et 96 pouces produisant 12 000 chevaux-vapeur.
Des moteurs à plus haute pression ont été installés sur les navires cuirassés HMS Renown, HMS Sans Pareil, et HMS Trafalgar. Chaque navire avait deux moteurs, chacun entraînant une hélice de 16,5 pieds de diamètre. Chaque moteur était évalué à 6 000 chevaux-vapeur indiqués à 95 tr/min. Humphrys, Tennant and Co. a également conçu les chaudières, chaque navire ayant un total de 8 chaudières de 15 pieds de diamètre avec tirage forcé optionnel fournissant de la vapeur à 135 psi.
Le HMS Blenheim était équipé de quatre moteurs à triple expansion lui donnant une puissance indiquée de 20 000 chevaux et une vitesse de pointe de 22 nœuds. Les moteurs avant pouvaient être déconnectés pour augmenter son rayon d'action.
Des centrales électriques étaient également fournies pour les navires construits pour le marché d'outre-mer, comme le Shikishima, achevé en 1899, dont les essais en mer indiquaient une puissance de 15 000 chevaux pour ses moteurs jumeaux à triple expansion (cuirassé)|. D'autres cuirassés de la classe Fuji utilisaient également des moteurs et des chaudières fournis par Humphrys Tenant & Co. Des moteurs à triple expansion de 11 200 chevaux-vapeur ont également été fournis au cuirassé russe Poltava (1894) et à son navire-jumeau le Petropavlovsk (1894).

### Moteurs à vapeur horizontaux à triple expansion pour les croiseurs rapides à deux hélices
Ces moteurs à vapeur horizontaux à triple expansion étaient disposés par paires, chaque paire ayant une puissance nominale de 6 000 chevaux. Les détails de ces moteurs rapportés par D. K. Clark ne révèlent pas sur quels navires ils étaient montés.

### Moteurs quatre cylindres à triple expansion

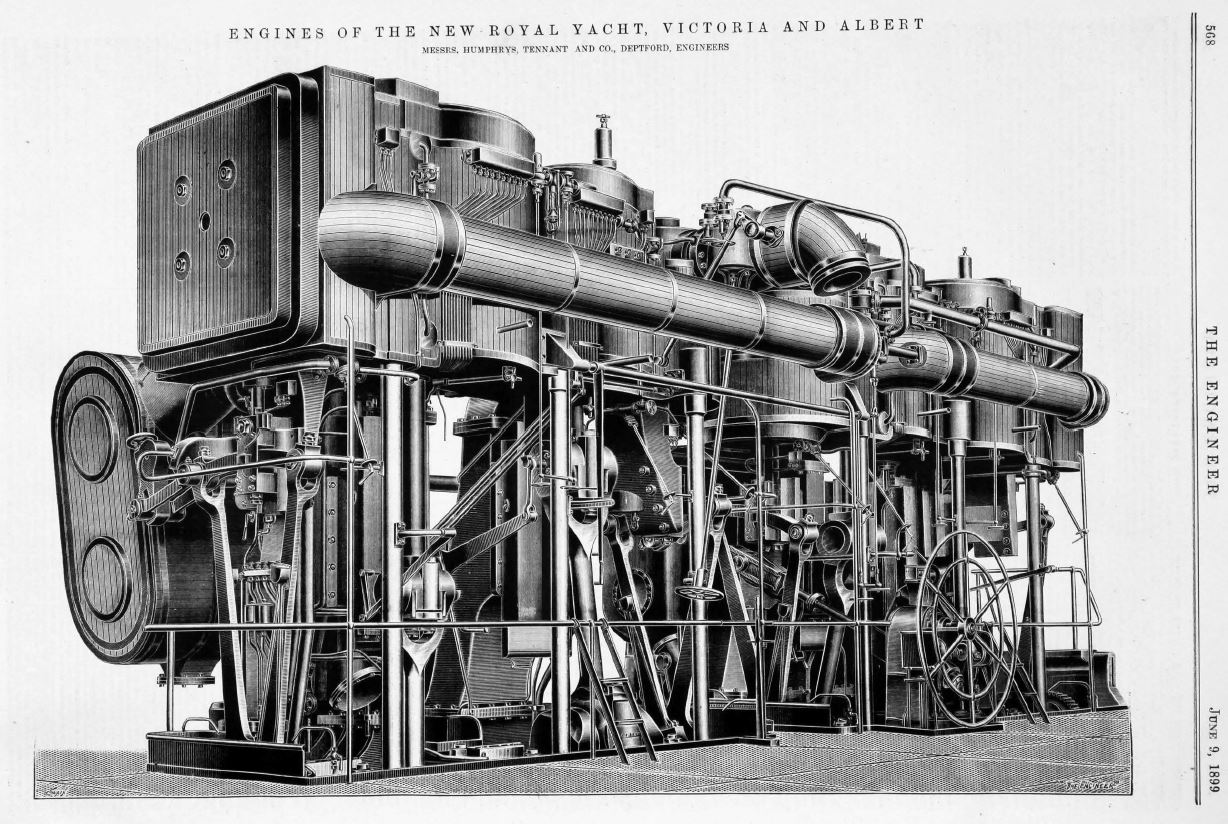
Une vue de l'un des moteurs à vapeur du nouveau yacht royal Victoria and Albert, fabriqué par Humprys, Tenant and Co en 1899.

Un contrat prestigieux pour Humphrys, Tennant and Co. était la centrale électrique du Royal Yacht Victoria and Albert de 1899 (voir image). Les deux moteurs étaient capables de 7 500 chevaux-vapeur indiqués en continu, et 11 000 chevaux-vapeur indiqués pour de courtes périodes à un maximum de 140 tr/min. Les moteurs avaient des cylindres à haute et moyenne pression situés entre des cylindres doubles à basse pression. Les diamètres des cylindres étaient de 67,31 cm (26,5 pouces), 113,03 cm (44,5 pouces) et 2 x 134, 62 cm (53 pouces), tous avec une course de 99,06 cm (39 pouces). L'inverseur de marche était à la fois à vapeur et manuel et fonctionnait par l'intermédiaire d'une liaison Stephenson. Les cylindres à haute et moyenne pression utilisaient des soupapes à piston, tandis que les cylindres à basse pression utilisaient des soupapes à tiroir. Chaque moteur était équipé de deux condenseurs jumeaux disposés de façon que l'un ou l'autre puisse être mis hors service pour réparation sans arrêter les moteurs, et chaque moteur avait deux pompes à air entraînées par les bielles basse pression. Dix-huit chaudières Belleville fournissaient de la vapeur jusqu'à 300 psi, mais cette pression était réduite à 250 psi au niveau des moteurs grâce à des détendeurs.
Cette disposition des moteurs à triple expansion par quatre cylindres a connu un franc succès et a été installée sur toute une série de navires, y compris les quatre croiseurs de la classe Drake de 1901, qui, avec 43 chaudières Belleville, produisaient 30 000 chevaux-vapeur et 23 nœuds. Des moteurs à quatre cylindres à triple expansion ont également été installés sur le HMS Carnarvon, construit sur la Clyde. Lors de ses essais au début de l'année 1905, il a atteint une vitesse de croisière de 8 heures à 23,3 nœuds, soit un nœud de plus que sa vitesse nominale.

## Source
- (en) Cet article est partiellement ou en totalité issu de l’article de Wikipédia en anglais intitulé « Humphrys, Tennant and Dykes » (voir la liste des auteurs).